# Gymnocalycium denudatum
Gymnocalycium denudatum ist eine Pflanzenart in der Gattung Gymnocalycium aus der Familie der Kakteengewächse (Cactaceae). Das Artepitheton denudatum bedeutet ‚entblößt, nackt‘.

## Beschreibung
Gymnocalycium denudatum wächst einzeln mit glänzend dunkelgrünen, niedergedrückt kugelförmigen bis kugelförmigen Trieben, die bei Durchmessern von 6 bis 8 Zentimetern Wuchshöhen von 2 bis 3 Zentimeter erreichen. Die fünf bis acht flachen Rippen sind kaum gehöckert. Auf ihnen sind nur wenige Areolen je Rippe vorhanden. Die drei bis fünf an der Trieboberfläche anliegenden und etwas verdrehten, weißlich gelben Dornen sind 1 bis 1,5 Zentimetern lang.
Die glänzend reinweißen Blüten sind bis zu 5 Zentimeter lang und weisen einen Durchmesser von 7 Zentimeter auf. Die grünen Früchte sind länglich.
Die Art ist sehr variabel.

## Verbreitung, Systematik und Gefährdung
Gymnocalycium denudatum ist in Brasilien, Uruguay, Argentinien und vermutlich Paraguay in Höhenlagen von bis zu 500 Metern verbreitet.
Die Erstbeschreibung als Echinocactus denudatus erfolgte 1828 durch Heinrich Friedrich Link und Christoph Friedrich Otto. Ludwig Mittler stellte die Art 1844 in die Gattung Gymnocalycium. Ein nomenklatorisches Synonym ist Cereus denudatus (Link & Otto) Pfeiff. (1837).
In der Roten Liste gefährdeter Arten der IUCN wird die Art als „Endangered (EN)“, d. h. als stark gefährdet geführt.

## Nachweise